# NGC 3612
NGC 3612 (również PGC 34546 lub UGC 6321) – galaktyka spiralna (Scd), znajdująca się w gwiazdozbiorze Lwa.
Odkrył ją Otto Struve 16 marca 1869 roku.
Według niektórych źródeł, taka identyfikacja obiektu NGC 3612 jest błędna, a w rzeczywistości jest to ta sama galaktyka, którą Struve obserwował także dwie noce później, czyli NGC 3609. Obliczone przez niego pozycje z obu obserwacji nieco się różniły i dlatego uznał, że to dwa różne obiekty i skatalogował galaktykę dwa razy.